# كريستيان لاما
كريستيان إزيكويل لاما (بالإسبانية: Cristian Ezequiel Llama)‏ الشهير باسم كريستيان لاما (مواليد 26 يونيو 1986 في لوماس دي ثامورا - الأرجنتين) لاعب كرة قدم أرجنتيني يلعب حاليا لصالح نادي الدرجة الأولى كاتانيا الإيطالي منذ 2008 في مركز الجناح الأيسر .

## روابط خارجية
- كريستيان لاما على موقع قاعدة بيانات كرة القدم.إي يو (الإنجليزية)
- كريستيان لاما على موقع Soccerway.com (الإنجليزية)
- كريستيان لاما على موقع عالم كرة القدم.نت (الإنجليزية)
- كريستيان لاما على موقع كووورة
- كريستيان لاما على موقع AS.com (الإسبانية)